# Ибата
Ибата (каз. Ибаата) — село в Сауранском районе Туркестанской области Казахстана. Административный центр Новоиканского сельского округа. Код КАТО — 512637100.

## Население
В прошлом — колхоз «III Интернационал», с 1954 года — село Новоикан (каз. Жаңайқан). В колхозе была птицеферма, выращивался хлопок.
В 1999 году население села составляло 4868 человек (2462 мужчины и 2406 женщин). По данным переписи 2009 года в селе проживали 6043 человека (3041 мужчина и 3002 женщины).